# Радуга-719
Радуга-719/1 — унифицированный лампово-полупроводниковый цветной телевизионный приёмник II класса. Серийно производился с 1978 года на Ленинградском заводе им. Козицкого. Телевизор выпускался в настольном оформлении, с вариантами отделки из дерева и пластмассовых деталей. В 1981 году запущена в серию его незначительная модификация «Радуга-719-1» (добавлена возможность установки блока ДМВ).

## Характеристики
Размер изображения 480×360 мм. Чувствительность в МВ диапазоне 55 мкВ, ДМВ 90 мкВ. Разрешающая способность в центре по горизонтали 450 линий. Монофоническая двухполосная акустическая система; выходная мощность канала звука 2,3 Вт. Электронное переключение программ. Потребляемая мощность 250 Вт. Габариты: 550x785x548 мм. Масса 60 кг.

## Дополнительные функции
Имеются возможности подключения магнитофона для записи звукового сопровождения, прослушивания на головные телефоны при отключённых громкоговорителях, подключения пульта дистанционного управления. Присутствует НЧ-видеовход.